# Berezivka, Korosten
Berezivka (în ucraineană Березівка) este un sat în comuna Horșciîk din raionul Korosten, regiunea Jîtomîr, Ucraina.

## Demografie
Componența lingvistică a localității Berezivka
     Ucraineană (98,66%)
     Alte limbi (1,33%)
Conform recensământului din 2001, majoritatea populației localității Berezivka era vorbitoare de ucraineană (98,66%), existând în minoritate și vorbitori de alte limbi.